# Andrea Grossegger
Pour les articles homonymes, voir Grossegger.
Andrea Grossegger, née le 20 octobre 1963 à Hard, est une biathlète autrichienne.

## Biographie
En 1984, elle participe aux premiers Championnats du monde de biathlon ouverts aux femmes. Elle y remporte la médaille de bronze sur le sprint derrière Venera Chernychova et Sanna Grønlid, faisant d'elle toujours la seule médaillée autrichienne aux Mondiaux.
Elle s'occupe du club HSV Saafelden, un des meilleurs d'Autriche avec son mari Reinhardt, avec qui elle a eu un fils Sven, aussi biathlète. 

## Palmarès

### Championnats du monde
- Championnats du monde 1984 à Chamonix :
  -  Médaille de bronze en sprint.